# The Johnstown Flood (1989)
The Johnstown Flood ist ein US-amerikanischer Dokumentarfilm aus dem Jahr 1989. 

## Handlung
Der Film beschreibt die Auswirkungen der Dammbruch-Katastrophe der South-Fork-Talsperre am 28. Mai 1889. Durch schwere und anhaltende Regenfälle brach der Damm der Talsperre, die für die Familien aus Pittsburgh ein beliebter Naherholungsort war. Die Flutwelle, die bis zu 15 Metern Höhe erreichte, überflutete die Stadt Johnstown. Über 2.000 Menschen kamen bei der Katastrophe ums Leben.
Der Film stellt nicht nur die Geschehnisse dar. Es wird ebenso angeführt, wie diese Katastrophe zu verhindern gewesen wäre.

## Auszeichnungen
1990 wurde der Film in der Kategorie Bester Dokumentar-Kurzfilm mit dem Oscar ausgezeichnet.

## Hintergrund
Der Erzähler des Films ist Len Cariou.
Schon 1926 drehte Irving Cummings einen Spielfilm über das Drama (The Johnstown Flood), mit George O’Brien und Janet Gaynor in den Hauptrollen. Eine weitere Verfilmung entstand 1946 wieder mit dem gleichen Titel, diesmal aber als animierter Kurzfilm von Connie Rasinski.